# Île aux Cygnes
Île aux Cygnes (dansk: Svanernes Ø) er en lille, kunstig ø i Seinen i Paris, Frankrig. Øen er beliggende i det 15. arrondissement. Den blev lavet i 1825 for at beskytte broen Pont de Grenelle, men opmuret i 1827.
En tidligere ø i Paris, kaldet Île des Cygnes, fik sit navn fra de 40 svaner, som Ludvig 14. af Frankrig fik fra Danmark og Sverige. Øen Île des Cygnes eksisterer ikke længere, og de to øer bør ikke forveksles.
Den ubeboede Île aux Cygnes er 850 meter lang og 11 meter på sit bredeste sted, hvilket gør øen til den 3. største i Paris. En gangsti i midten af øen kaldes L'Allée des Cygnes (Svanernes Allé). Siden 2012 har der været et udendørs fitnessanlæg og en klatremur under Pont de Grenelle. På øens sydlige spids (nær Pont de Grenelle) befinder sig en replika af Frihedsgudinden.
Øen krydses af i alt tre broer: Pont de Grenelle; Pont Rouelle; og Pont de Bir-Hakeim.

## Geografi
Øen er 850 meter lang og er kun 11 meter bred på sit bredeste punkt. Øen har tre niveauer:
- Den nordøstlige ende af øen er en terrasse på ca. 15 gange 15 meter omkring samme højde som broen Pont de Bir-Hakeim. Her står rytterstatuen La France renaissante, som er udført af den danske billedhugger Holger Wederkinch i 1930.
- En trappe fra Pont de Bir-Hakeim går ned til L'Allée des Cygnes, som udgør størstedelen af øen. L'Allée des Cygnes har træer på hver side og er blandt de ældste, grønne områder i Paris. Pont Rouelle krydser denne del af øen.
- Den sydligste ende af øen, på ca. 107 meter, udgøres af en ca. 30 meter platform hvor replikaen af Frihedsgudinden står. Platformen er beliggende en anelse under resten af øen og tilgås af trapper. Pont de Grenelle krydser øen på denne sydlige spids, og man kan gå derop via en mindre trappe fra øen.

Île aux Cygnes dækker et område på ca. 1.3 hektar og er derved den mindste af de tre parisiske øer, men den er længere end Île Saint-Louis (hvor den længste diagonal er lidt over 700 meter). På venstre Seinebred har Maison de la Radio udsigt til øen; Front de Seine har udsigt til øen fra den venstre Seinebred.

## Historie
Øen blev lavet i 1825 og opmuret i 1827 i forbindelse med anlægget af den første Pont de Grenelle. Den fungerede som anlæg for dyser, der understøttede flodhandlen på Seinen. Île aux Cygnes blev også brugt til opbevaring af handelsvarer. Træer blev plantet på øen i 1830, og er derved en af de ældste grønne områder i Paris.
I 1873 kollapsede den første Pont de Grenelle, men blev genopført i 1874. I 1889 blev en replika af Frihedsgudinden opført ikke langt fra broen.
I 1900 blev broen Pont Rouelle opført, og øen blev sænket en smule for al L'Allée des Cygnes kunne passere under den. Få år senere, mellem 1903 og 1905, blev Passy-viadukten (den senere Pont de Bir-Hakeim), opført på øens nordlige spids.
I 1932 foreslog arkitekt André Lurçat at overdække øen og opføre en landingsbane kaldet 'Aéroparis'. Historikerne Jean-Louis Cohen beskrev forslaget som et "fast hangarskib". Landingsbanen skulle være gået fra Passay-viadukten og garager, passagerservices og elevatorer skulle indsættes under landingsbanen, på samme niveau som den nuværende promenade. Forfatteren til bogen Paris utopias, journalisten Yvan Chris, har sagt, at projektet fejlede ikke på grund af frygt for støj og larm, men på grund af bougnaterne kæmpede mod, at træerne på øen skulle fældes i forbindelse med projektet.
Større ændringer blev udført på øen i forbindelse med Exposition Internationale i Paris i 1937. Replikaen af Frihedsgudinden blev vendt (se afsnittet om skulpturen længere nede), og øens areal blev midlertidigt forøget fra 8.000 m2 til 32.000 m2 for at kunne huse de franske koloniers pavilloner. Forøgelsen lykkedes ved at bygge på stylter i vandet ud fra øen på begge sider.
I 1968 blev Pont de Grenelle ombygget, og på samme tid blev platformen på den sydvestlige spids sænket og forøget.

## Replika af Frihedsgudinden
Et bemærkelsesværdigt landemærke på Île aux Cygnes er den 11,5 meter høje replika af Frihedsgudinden. Skulpturen vender mod vest i retning af sin ca. 4 gange større søster i New York City. Skulpturen blev afsløret den 4. juli 1889 af præsident Marie François Sadi Carnot, næsten tre år efter afsløringen af originalen i USA. Replikaen blev doneret til byen Paris af det parisiske ekspatrierede samfund i USA.
Statuen stod oprindeligt østvendt, mod Eiffeltårnet, men blev vendt mod vest i 1937 i forbindelse med Exposition Internationale samme år. På tavlen i statuens venstre hånd er der indskrevet: IV Juillet 1776 = XIV Juillet 1789, der markerer den amerikanske Uafhængighedsdag og den franske Bastilledag.
I 1998, for at fejre "Année de la France au Japon" (dansk: Frankrigs år i Japan), blev statuen udlånt til Japan og installeret på Odaiba i Tokyobugten og returneret til dens parisiske plads året efter.
Statuen blev brugt i plottene i filmene Frantic fra 1988 og National Treasure: Book of Secrets fra 2007.